# Erdősi Ildikó
Erdősi Ildikó (Dunaújváros, 1989. szeptember 14. –) magyar válogatott kézilabdázó.

## Pályafutása
Erdősi Ildikó egy világbajnokságon és két Európa-bajnokságon vett részt. Játszott az élvonalbeli Dunaújvárosi KKA és a Siófok KC csapatában. 2018-ban egészségügyi okok miatt felhagyott az élsporttal, és a dunaújvárosi csapat fizioterápiás asszisztense lett.